# La Chapelle-sous-Orbais
La Chapelle-sous-Orbais ist eine französische Gemeinde mit 57 Einwohnern (Stand 1. Januar 2022) im Département Marne in der Region Grand Est. Sie gehört zum Kanton Dormans-Paysages de Champagne und zum Arrondissement Épernay. 

## Lage
An der südlichen Gemeindegrenze verläuft der Fluss Verdonnelle, der hier noch Ruisseau de la Fontaine Noire genannt wird.
Nachbargemeinden sind:
|             | Orbais-l’Abbaye                             | Suizy-le-Franc, Corribert |
| Margny      | Kompassrose, die auf Nachbargemeinden zeigt | La Caure                  |
| Janvilliers | Fromentières                                | Champaubert               |

## Bevölkerungsentwicklung

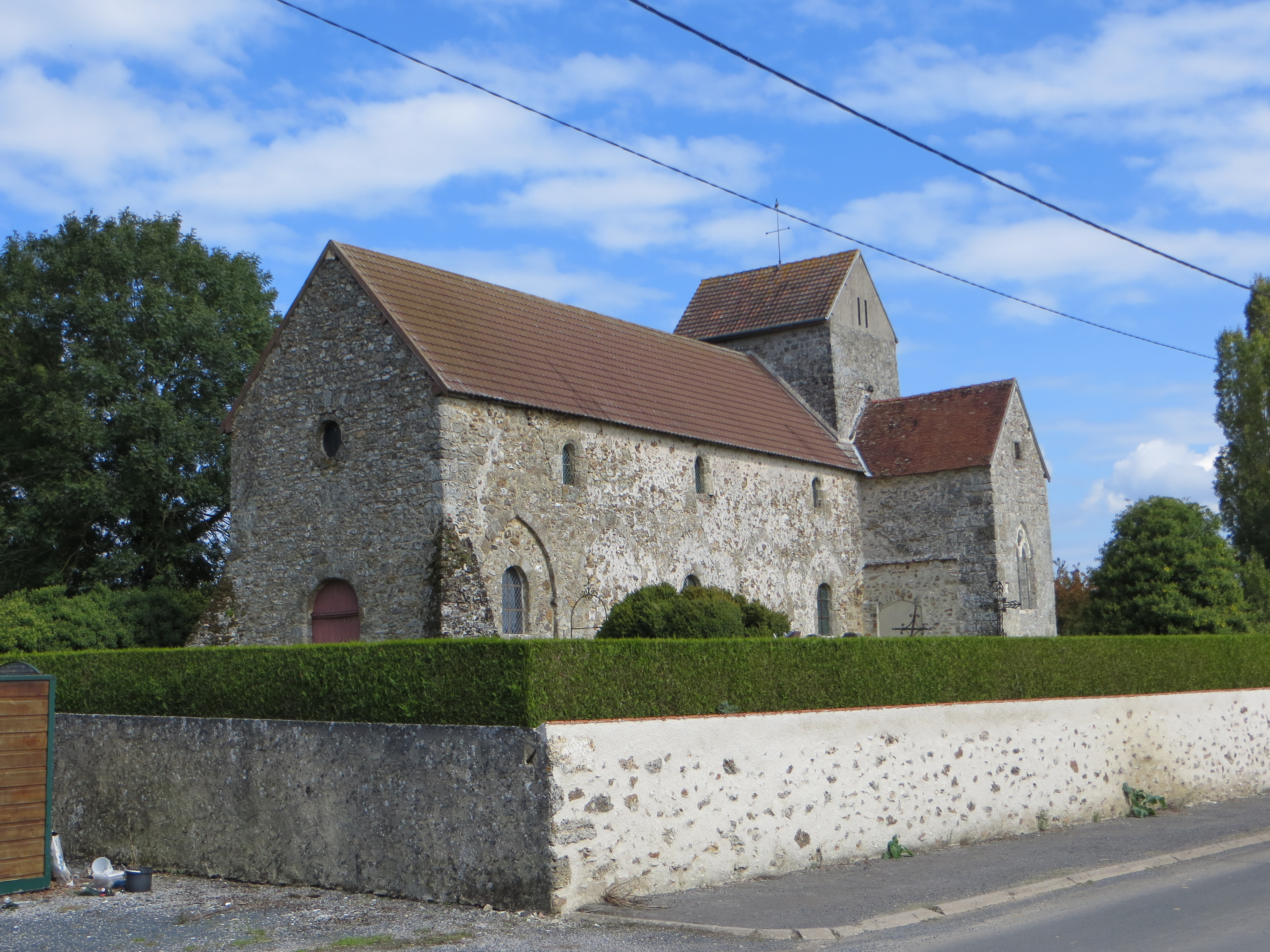
Kirche Saint-Pierre-Saint-Paul

| Jahr                       | 1962 | 1968 | 1975 | 1982 | 1990 | 1999 | 2008 | 2018 |
| -------------------------- | ---- | ---- | ---- | ---- | ---- | ---- | ---- | ---- |
| Einwohner                  | 86   | 72   | 53   | 55   | 56   | 46   | 47   | 54   |
| Quellen: Cassini und INSEE |      |      |      |      |      |      |      |      |